# Herrnhütte
Der ehemalige Gemeindeteil von Ziegelstein und heutige statistische Distrikt 832 Herrnhütte ist ein Teil des statistischen Bezirks Marienberg in der Nordöstlichen Außenstadt Nürnbergs. Der PLZ-Bezirk ist 90411. Herrnhütte liegt etwa 3 km nordöstlich des Zentrums von Nürnberg.

## Geographie

### Lage
Herrnhütte wird im Norden vom Falknerweg und Hugo-Distler-Straße, im Osten durch die Ziegelsteinstraße und Äußere Bayreuther Straße, im Süden durch Gräfenbergbahn und im Westen durch den Volkspark Marienberg begrenzt.

## Geschichte
Nach der Zerstörung der alten Ziegelsteiner Ziegelhütte im Zweiten Markgrafenkrieg gründeten die Nürnberger Ratsherren 1554 rund einen Kilometer südlich eine neue Hütte. Wegen der Initiative der Ratsherren hieß die Hütte Herrnhütte.
Gegen Ende des 18. Jahrhunderts gab es in Herrnhütte 4 Anwesen (1 Ziegelei mit Wirtshaus und Nebengebäuden). Das Hochgericht übte die Reichsstadt Nürnberg aus, was vom brandenburg-bayreuthischen Oberamt Baiersdorf bestritten wurde. Die Grundherrschaft über alle Anwesen hatte das Bauamt der Reichsstadt Nürnberg inne.
1796 wurde auch Herrnhütte preußisch und fiel 1810 an Bayern. Im Rahmen des Gemeindeedikts wurde Herrnhütte dem 1813 gebildeten Steuerdistrikt und Ruralgemeinde Großreuth hinter der Veste und der 1818 gebildeten Ruralgemeinde Ziegelstein zugeordnet. Am 1. August 1920 wurde Herrnhütte in die Stadt Nürnberg eingemeindet.
Zwei Jahre zuvor war die Ziegelei geschlossen worden. Das Gelände wurde Ende der 1960er Jahre mit großen Wohnhäusern überbaut. Damals erfolgte auch die Verlegung der Äußeren Bayreuther Straße, die seither durch das Grundstück der früheren Ziegelei führt.

### Einwohnerentwicklung
| Jahr      | 001818 | 001840 | 001861 | 001871 | 001885 | 001900 |
| Einwohner | 26     | 47     | 69     | 85     | 141    | 119    |
| Häuser    | 9      | 4      |        |        | 15     | 16     |
| Quelle    | [ 7 ]  | [ 8 ]  | [ 9 ]  | [ 10 ] | [ 11 ] | [ 12 ] |

## Religion
Der Ort ist seit der Reformation überwiegend protestantisch. Die Einwohner evangelisch-lutherischer Konfession sind in die Melanchthonkirche gepfarrt, die Einwohner römisch-katholischer Konfession sind nach St. Georg gepfarrt.

## Verkehr
Herrnhütte verfügt mit der U-Bahn-Station Herrnhütte über einen direkten Anschluss an die U-Bahn, die die zuletzt dort verkehrende Straßenbahnlinie 3 ablöste und den direkten Anschluss zur Innenstadt und zum Flughafen ermöglicht.
Durch Herrnhütte führt die Gräfenbergbahn mit dem Bahnhof Nürnberg Nordost.